# Cecilia Ringkvist
Cecilia Ringkvist, född 25 oktober 1962 i Eskilstuna, är en svensk sångare och låtskrivare. Hon är känd som Janis Joplintolkare och solist i Happy Happies som startade 1992 och är fortfarande aktiva.

## Karriär
Ringkvist klassiskt skolad var solist och medlem i Puellakören fram till 18 års ålder och framträdde både i Sverige, USA och England. 
Hon gick en treårig utbildning vid Charlie Rivels Entertainer Art School. Där började också hennes bana som sånglärare, körrepetitör samt musikansvarig under olika framträdanden.
1984 vann Ringkvist rock-SM med sin grupp Camera och egenkomponerat material.
Som medlem i Svenska Kaosorkestern (1986 - 1991) har hon spelat och turnerat med bland andra Lorrygänget, Aftershave och galenskaparna, Janne Schaffer, Lasse Brandeby, Claes Malmberg med flera.
Cecilia & the Happy Happies från 1991 - 
Blue Thrill 2004-2023
Hon var en av eldsjälarna bakom Eskilstunas bluesfestival Blacksmith Bluesfestival 2007 och 2008. Cecilia skapade också Eskilstunas egen Woodstockfestival 2019.
Cecilia har under åren spelat med Clas Yngström på allt från Sweden Rock till pubar med konstellationen CC goes to Woodstock
2007 tilldelades Ringkvist Eskilstunas musikpris
2013 blev Ringkvist invald i Blues Hall of Fame.
2018 Cecilia släppte sin första skiva, My Garden. All musik och text skriven av Ringkvist.
2021 Region Sörmlands Kulturpris. 